# میمانا

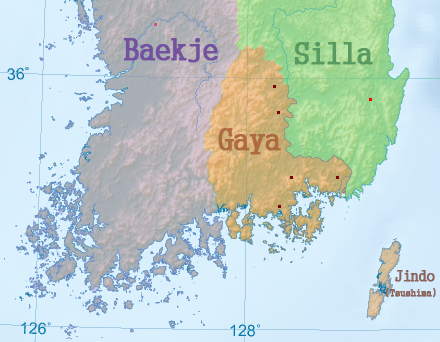
کره جنوبی در زمان کنفدراسیون گایا. این منطقه به عنوان محتمل‌ترین مکان میمانا توصیف شده است.

میمانا (به ژاپنی: 任那 Mimana)، همچنین بر اساس تلفظ کره ای به عنوان ایمنا ترجمه شده است، نامی است که عمدتاً در متن ژاپنی قرن هشتم نیهون شوکی استفاده می‌شود، که احتمالاً به یکی از ایالت‌های کره ای زمان کنفدراسیون گایا (حدود قرن اول تا پنجم) اشاره دارد همان‌طور که اتکینز اشاره می‌کند، "موقعیت، وسعت، و ژاپنی بودن ایمنا/میمانا یکی از موضوع‌های مورد مناقشه در تاریخ‌نگاری شرق آسیا است. ست. اشاره می‌کند که وجود میمانا هنوز مورد بحث است.